# Aphanogmus myrmecobius
Aphanogmus myrmecobius är en stekelart som beskrevs av Jean-Jacques Kieffer 1914. Aphanogmus myrmecobius ingår i släktet Aphanogmus och familjen pysslingsteklar. Inga underarter finns listade i Catalogue of Life.